# Линдзи Макдоналд
Линдзи МакДоналд е измислен герой от сериала Ейнджъл, изигран от Кристиан Кейн.

## Ранни години
Линдзи е роден в Далас, Тексас, но е израснал в Норман, Оклахома. Той е от много бедно и разпаднало се семейство. Като дете живял в малка стая заедно с петимата си братя и сестри. След грипен сезон шестте деца, намалели на четири. Сам Линдзи описва: „...без обувки, без дрехи...“. Когато бил едва на седем години, баща му проиграл къщата им и им я взели. След това баща му ги напуснал. Но Линдзи отказва, да прекара живота си в бедност и решава да се издигне. Той учи усилено и получава пълна стипендия за най-стария колеж по право в щата Калифорния. Когато е студент втора година, „Уолфрам и Харт“ го наемат за клона им в Лос Анджелис. Линзди е упорит и безскруполен, което му помага да се издигне от момче в стаята за съобщения до един от най-ценните адвокати на фирмата.

## 1 сезон
Линдзи МакДоналд е първият адвокат от „Уолфрам и Харт“, показан в сериала. Той защитава поредния си зъл клиент, Ръсел Уинтерс (вампир, примамващ млади момичета, желаещи да станат актриси, за да ги убие), когато Линдзи се сблъсква с Ейнджъл. След като последният убива клиента, въпреки молбата на Линдзи да не го прави, Ейнджъл печели омразата на адвоката.
След време Линдзи става съучастник на Лайла и Лий в плана, да наемат Фейт Лейн, за да ги отърве от проблема им с Ейнджъл. След неуспеха на плана на тримата адвокати, животът на Линдзи изпада в криза, заради измъчената му съвест. Когато Линдзи разбира, че сляпата жена, която защитава в съда, иска да убие група от малки деца, адвокатът се обръща за помощ към Ейнджъл. За кратко Линдзи работи в екип с най-големия си враг и двамата успяват да спасят децата. Но за да помогне на Ейнджъл, Линдзи предаде „Уолфрам и Харт“ и след спасяването на децата, иска да напусне фирмата, но е примамен отново с повишение. Линдзи довършва ритуала по възкресяването на Дарла, допрочитайки словото от Свитъците на Абержиян на латински език. След ритуала, колегите му го оставят на огневата линия, докато Ейнджъл се бие с Вока. След битката Ейнджъл иска от Линдзи, да му даде Свитъците, но адвокатът отказва и вампирът му отрязва дясната ръка, което принуждава Линдзи, да използва изкуствена.

## 2 сезон
След като Дарла е възкресена като човек, Линдзи се влюбва в нея. Въпреки че тя така и не отвръща на чувствата му, той не спира да се грижи за нея. Като част от Дивизията по Специални Проекти, Линдзи трябва, да работи в екип с Лайла Морган и Холан Манърс. Въпреки голямата си омраза към Ейнджъл, Линдзи му показва доказателства, че Дарла умира и го моли, да я спаси, превръщайки я във вампир. След неуспеха на Ейнджъл да спаси Дарла, Линдзи води Друсила, която прави Дарла отново вампир. След „събуждането“ си Дарла неведнъж се подиграва с любовта на Линдзи, но той така и не я отблъска, защото я обича твърде силно. Дарла и Друсила устройват кърваво парти в избата на Холан Манърс и избиват всички, освен Линдзи и Лайла. След като Ейнджъл подпалва Дру и Дарла, Линдзи и Лайла разбират, че като единствените оцелели от дивизията си, ще се състезават за мястото на вицепрезидент. Друсила оставя Дарла на грижите на Линдзи и си заминава от Лос Анджелис. Дарла се възползва от любовта на Линдзи, живейки в дома му и крадейки информация от „Уолфрам и Харт“. След Ревюто Линдзи губи следите на Дарла, след като ѝ спасява живота. Когато Дарла се връща отново в дома на Линдзи, той разбила, че тя е била с Ейнджъл и обезумял от ярост едва не убива вампира, като първо го прегазва с пикап и слад това го налага с чук. Но Линдзи се разсейва само за миг и бива пребит от своя враг, който за финал размазва изкуствената му ръка. На сутринта след побоя, Линдзи се връща вкъщи и открива, че Дарла си е заминала.
Така Линдзи остава изморен и физически и психически. След като от адвокатската кантора му връщат ръката, се оказва, че новата е зла и пише „УБИЙ“, когато Линдзи не е съсредоточен.
В крайна сметка, Линзди се сдобрява с Ейнджъл, напуска „Уолфрам и Харт“ и заминава на себеопознателно пътуване.